# Acusados
Acusados est une série télévisée produite par Ida y Vuelta (producteur d'autres succès tels que Motivos personales), diffusée pour la première fois sur Telecinco le 28 janvier 2009 et qui s'est achevée le 22 avril 2010 avec sa deuxième saison. Elle a obtenu ses meilleurs chiffres d'audience lors de la diffusion des deux derniers épisodes de la première saison, qui ont dépassé les 3 millions de téléspectateurs.
La deuxième saison a débuté le mercredi 13 janvier 2010, avec de nouvelles signatures comme Alejo Sauras, Tamar Novas et Mónica López. En raison des chiffres d'audience discrets des premiers épisodes de la deuxième saison, la chaîne a décidé d'arrêter temporairement la diffusion de l'émission et de diffuser diverses émissions spéciales de Gran Hermano 11 à la place, reprenant la diffusion le jeudi 4 février, et concurrençant la série Águila roja, où elle a sombré, tombant en dessous de 9 % de part d'audience.

## Synopsis

### Première saison
L'incendie de la discothèque Metrópolis sera le point de départ de l'enquête menée par la juge Rosa Ballester (Blanca Portillo). Son principal suspect, Joaquín de la Torre (José Coronado), un homme politique important du pays, sera impliqué dans un réseau de mystères, de suspicions et de secrets, qui conduira à l'effondrement de sa réputation aux yeux de son parti politique. Avec son fils Alejandro de la Torre (Alberto Amarilla) et son avocat Ricardo Díaz (Aitor Mazo), ils tenteront de se sortir de l'affaire, mais la juge Ballester et son équipe, composée de Jorge Vega (Daniel Grao), Julio Almagro (Joseba Apaolaza) et Isabel Holgado (Isabel Serrano), ne perdront pas de temps pour prouver la vérité, ne perdront pas une minute pour prouver la culpabilité de l'homme politique dans l'affaire Metropolis, découvrant que l'événement ne tourne pas autour d'un "simple" incendie, mais qu'il cache le meurtre d'une jeune fille, Ana Sánchez (Andrea Guasch). Ils devront affronter la petite amie de Jorge, Laura (Silvia Abascal) et sa sœur, la journaliste Sonia Nieto (Anna Allen), sans savoir que toute l'affaire débordera sur le cercle familial du juge. Ses filles Marina (Natalia Sánchez) et Patricia Domenech (Carla Nieto) seront la clé pour résoudre l'affaire.

### Seconde saison
Après la mort du journaliste Espinosa, la juge Ballester (Blanca Portillo) s'occupe de l'enquête sur son assassinat. La fille d'Espinosa, Alba, qui se trouvait sur les lieux du crime, pourrait s'avérer très utile pour résoudre l'affaire, aussi Ballester et son équipe feront-ils tout leur possible pour la retrouver. Joaquín de la Torre (José Coronado) se retrouvera une fois de plus au cœur de l'enquête lorsque quelqu'un qui se fait appeler Job aura tenté de le tuer et lui enverra des lettres de menaces anonymes. Jorge Vega se retrouvera sous les feux de la rampe dans cette affaire lorsque ses empreintes digitales seront retrouvées sur la scène de crime. Qui a tué Espinosa ? Qui veut tuer Joaquin de la Torre ? Qui est Job ?

## Distribution

### Première saison

#### Acteurs principaux
- Blanca Portillo dans le rôle de Ballester Alonso
- Daniel Grao dans le rôle de Jorge Vega
- Silvia Abascal dans le rôle de Laura Nieto
- Anna Allen dans le rôle de Sonia Nieto
- José Coronado dans le rôle de Joaquín de la Torre

#### Rôles secondaires
- Carla Nieto dans le rôle de Patricia Domenech Ballester (Épisodes 1-13)
- Alberto Amarilla dans le rôle d'Alejandro "Álex" de la Torre (Épisodes 1-13)
- Helio Pedregal dans le rôle d'Héctor Domenech (Épisodes 1-13)
- Joseba Apaolaza dans le rôle de Julio Almagro (Épisodes 1-13)
- Aitor Mazo dans le rôle de Ricardo Díaz (Épisodes 1-13)
- Esperanza Elipe dans le rôle de Carmen (Épisodes 1-13)
- Daniel Albadalejo dans le rôle de Diego Luque (Épisodes 1-13)
- Santiago Meléndez dans le rôle de Raúl Moreno (Épisodes 2-6 ; 13)
- Isabel Serrano dans le rôle d'Isabel Holgado (Épisodes 2-13)
- Pep Munné dans le rôle de Federico Portela (Épisodes 3-6)
- Pere Ventura dans le rôle de Bruno Lozada (Épisodes 2 ; 4-6 ; 10)
- Joan Massotkleiner dans le rôle du médecin clinicien (Épisodes 2-7)
- Mariana Cordero dans le rôle de Celia García Nieto (Épisodes 1-3 ; 7-10)
- Duna Santos dans le rôle de Marisol (Épisodes 1-9 ; 13)
- Ana Goya dans le rôle de la mère d'Ana Sánchez (Épisodes 7-11 ; 13)

##### Avec la collaboration spéciale de
- Goya Toledo dans le rôle de Beatriz Montero (Épisodes 1-13)
- Alberto Jiménez dans le rôle de Fernando Aguirre (Épisodes 1-2)
- Natalia Sánchez dans le rôle de Marina Domenech Ballester (Épisodes 3-11 ; 13)
- Ana Álvarez dans le rôle d'Adela Gutiérrez (Épisodes 9-13)
- Àngel Barceló dans le rôle du présentateur du journal télévisé (Épisodes 10 ; 13)
- Paulina Gálvez dans le rôle de Belén Hernández (Épisode 11)

#### Distribution épisodique
- Vicente Cuesta dans le rôle d'Antonio Galán (Épisodes 1-2)
- Jaime Ordóñez dans le rôle de Simón Ojeda (Épisodes 2-3)
- Mikel Tello dans le rôle de Javier Vila (Épisodes 3-5)
- Joel Bosqued dans le rôle de Darío (Épisode 6)
- Eduardo Velasco dans le rôle d'Antonio Mengual (Épisodes 6 ; 8-9)
- Ales Furundarena dans le rôle d'Arturo (Épisode 7)
- Andrea Guasch dans le rôle d'Ana Sánchez (Épisodes 8-9 ; 13)
- Marta Calvó dans le rôle d'Ariadna (Épisode 9)

### Seconde saison

#### Acteurs principaux
- Blanca Portillo dans le rôle de Rosa Ballester Alonso
- Alejo Sauras dans le rôle de Pablo
- Daniel Grao dans le rôle de Jorge Vega (Épisodes 1-5)
- Anna Allen dans le rôle de Sonia Nieto
- Mónica López dans le rôle d'Aurora Castillo
- José Coronado dans le rôle de Joaquín de la Torre

#### Rôles secondaires
- Carmen Sánchez dans le rôle d'Alba Espinosa (Épisodes 1-5 ; 8-13)
- Carla Nieto dans le rôle de Patricia Domenech Ballester (Épisodes 1-13)
- Helio Pedregal dans le rôle d'Héctor Domenech (Épisodes 1-13)
- Joseba Apaolaza dans le rôle de Julio Almagro (Épisodes 1-13)
- Isabel Serrano dans le rôle d'Isabel Holgado (Épisodes 1-13)
- Aitor Mazo dans le rôle de Ricardo Díaz (Épisodes 1-13)
- Esperanza Elipe dans le rôle de Carmen (Épisodes 1-13)
- Joan Crosas dans le rôle de Javier Castillo (Épisodes 1-13)
- Ana Labordeta dans le rôle d'Helena Ruiz (Épisodes 2-5 ; 8)
- Tamar Novas dans le rôle de Jaime Holgado (Épisodes 2-5 ; 7-13)
- José Luis Torrijo dans le rôle de Miguel Rubio (Épisodes 2-13)
- Ramón Barea dans le rôle de Fernando Iribarne (Épisodes 7-8)
- Manel Barceló dans le rôle de "Mercader" (Épisodes 12-13)

##### Avec la collaboration spéciale de
- José Luis García Pérez dans le rôle de Rafael Espinosa (Épisodes 1-2)
- Sonia Almarcha dans le rôle de Teresa Llorente (Épisodes 2-13)
- Alberto Jiménez dans le rôle de Fernando Aguirre (Épisodes 3 ; 6)
- Pere Arquillué dans le rôle de José Luis Valladolid (Épisodes 9-10)
- Susi Sánchez dans le rôle de María José Aganzo (Épisode 12)
- Carlos Hipólito dans le rôle de Juez Sustituto (Épisode 13)

## Audiences
| Saison | Épisodes | Début           | Fin           | Audience moyenne | Audience moyenne |
| Saison | Épisodes | Début           | Fin           | Spectateurs      | Quota            |
| ------ | -------- | --------------- | ------------- | ---------------- | ---------------- |
| 1      | 13       | 28 janvier 2009 | 22 avril 2009 | 2 692 000        | 16,0%            |
| 2      | 13       | 13 janvier 2010 | 22 avril 2010 | 1 804 000        | 10,8%            |
| Total  | 26       | 28 janvier 2009 | 22 avril 2010 | 2 128 000        | 13,4%            |